# Red Oaks
Red Oaks ist eine Coming-of-Age-Comedy-Fernsehserie der Amazon Studios, die von 2014 bis 2017 auf Amazon Video per Streaming veröffentlicht wurde. Hauptort der Handlung ist der fiktive Country Club Red Oaks im New Jersey der 1980er Jahre. Die Hauptrolle spielt Craig Roberts. 
Am 18. Dezember 2015 kündigte Amazon offiziell an, dass es eine zweite Staffel der Serie im Jahr 2016 geben wird. Die zweite Staffel wurde am 11. November 2016 veröffentlicht. Im Januar 2017 wurde die Serie um eine dritte und letzte Staffel verlängert. Die Staffel wurde am 20. Oktober 2017 in der englischsprachigen Originalfassung auf Amazon Video veröffentlicht. Die deutschsprachige Veröffentlichung erfolgte am 22. Dezember 2017.
Als Kulisse für Red Oaks diente der Edgewood Country Club in River Vale, New Jersey.

## Handlung
Die Handlung ist Mitte bis Ende der 1980er Jahre in den USA angesiedelt. David Meyers hat gerade sein zweites Studienjahr an der New York University abgeschlossen und muss sich für das kommende Jahr für eine Vertiefungsrichtung entscheiden. Sein Vater, ein selbstständiger Buchhalter, möchte, dass David ebenfalls Rechnungswesen studiert, damit er später im Familienunternehmen einsteigen kann. David ist sich jedoch nicht sicher, ob ihm dieses Feld liegt und möchte sich daher noch etwas mit der Entscheidung Zeit lassen. Im Sommer 1985 nimmt er im noblen Country Club Red Oaks im Bergen County eine Stelle als Aushilfstennislehrer an. Dort arbeiten ebenfalls seine Freundin Karen als Fitnesstrainerin und sein Jugendfreund Wheeler als Valet.
David erarbeitet sich einen guten Ruf als Tennislehrer und trainiert unter anderem den Clubpräsidenten Doug Getty. Nebenbei arbeitet er als Kameramann für den Fotografen Barry. Dieser spannt David die Freundin aus, der wiederum eine Beziehung mit Gettys Tochter Skye eingeht. Wheeler hat ein Auge auf die Rettungsschwimmerin Misty geworfen und freundet sich mit ihr an. Nach seinem Aufstieg zum Barmann des Clubs kommen die beiden sich langsam näher. Neben seiner Arbeit im Club gibt Wheeler Nachhilfe für die Kinder reicher Clubmitglieder, damit diese den SAT-Test bestehen. David plant indessen, seiner Freundin Skye nach New York City zu folgen, weil er an der NYU Film studieren möchte.
Nach der Ablehnung durch die NYU und dem Ende der Beziehung zu Skye nimmt David in New York eine Stelle als Produktionsassistent bei einer Videoproduktionsfirma an. Währenddessen hat Wheeler ein Lehramtsstudium begonnen und seine Freundin Misty die Ausbildung zur Dentalhygienikerin abgeschlossen. Red Oaks wird verkauft, obwohl Präsident Getty nach seiner Haftentlassung auf Bewährung dagegen ankämpft. Doch dank seiner Schwarzgeldkonten hat Getty keine finanziellen Sorgen mehr und auch David kommt seinem Traum näher, als Regisseur zu arbeiten.

## Besetzung und Synchronisation
Die deutsche Synchronisation entsteht nach einem Dialogbuch von Markus Engelhardt und Thomas Maria Lehmann und unter der Dialogregie von Elke Weidemann durch die Synchronfirma Interopa Film in Berlin.

### Hauptrollen
| Rolle        | Schauspieler      | Synchronsprecher          | Folgen          | Bemerkungen                                                      |
| ------------ | ----------------- | ------------------------- | --------------- | ---------------------------------------------------------------- |
| David Meyers | Craig Roberts     | Konrad Bösherz            | 1.01–3.06       | Protagonist                                                      |
| Nash         | Ennis Esmer       | Sebastian Christoph Jacob | 1.01–3.06       | Leiter der Tennisschule                                          |
| Wheeler      | Oliver Cooper     | Patrick Baehr             | 1.01–3.06       | Chef-Valet (Staffel 1), Barmann (Staffel 2), Student (Staffel 3) |
| Misty        | Alexandra Turshen | Friederike Walke          | 1.01–3.06       | Rettungsschwimmerin                                              |
| Doug Getty   | Paul Reiser       | Uwe Büschken              | 1.01–3.06       | Club-Präsident von Red Oaks                                      |
| Skye Getty   | Alexandra Socha   | Nadine Zaddam             | 1.01–2.10, 3.05 | Tochter des Club-Präsidenten                                     |
| Sam Meyers   | Richard Kind      | Michael Pan               | 1.01–3.06       | Vater von David                                                  |
| Judy Meyers  | Jennifer Grey     | Andrea Aust               | 1.01–3.06       | Mutter von David                                                 |

### Nebenrollen
| Rolle            | Schauspieler   | Synchronsprecher   | Staffeln | Bemerkungen                                |
| ---------------- | -------------- | ------------------ | -------- | ------------------------------------------ |
| Karen            | Gage Golightly | Lina Rabea Mohr    | 1–3      | Davids Freundin, spätere Ehefrau von Barry |
| Barry            | Josh Meyers    | Rainer Fritzsche   | 1–3      | Fotograf, späterer Ehemann von Karen       |
| Herb             | Freddie Roman  | Uli Krohm          | 1–3      | Mitglied des Clubvorstandes                |
| Fay Getty        | Gina Gershon   | Heide Domanowski   | 1–3      | Ehefrau von Präsident Getty                |
| Rebecca Horowitz | Jessica Hecht  | Susanne von Medvey | 1–3      | Mitglied des Clubvorstandes                |
| Terry            | Greer Barnes   | Erich Räuker       | 2–3      | Kollege und Freund von Sam                 |
| Etienne          | Brady Dowad    | Frédéric Vonhof    | 2        | Freund von David                           |
| Annabelle        | Allison Lanier | Josephine Schmidt  | 3        | Kollegin von David                         |
| Derek            | Michael Torpey | Boris Tessmann     | 3        | Chef von David                             |
| Shirley          | Tijuana Ricks  | Daniela Thuar      | 3        | Schwester von Terry und Geliebte von Sam   |
| Beryl Fox        | Maria Dizzia   | Schaukje Könning   | 3        | Literatur-Professorin von Wheeler          |
| Dr. Ron          | Ryan Farrell   | Sven Hasper        | 3        | Zahnarzt, Chef von Misty                   |

## Hintergrund
Der Pilotfilm von David Gordon Green wurde im August 2014 auf Amazon Instant Video für amerikanische und britische Abonnenten veröffentlicht. Die Idee zu diesem Pilotfilm wurde an Steven Soderbergh während dessen Arbeiten an Liberace – Zu viel des Guten ist wundervoll herangetragen. Im Oktober desselben Jahres wurde aufgrund der positiven Resonanz eine zehnteilige erste Staffel in Auftrag gegeben, wobei Green bei zwei weiteren Folgen (Nr. 2 & 10) Regie führte. Andere Folgen wurden u. a. von Andrew Fleming und Amy Heckerling realisiert.
Die Staffel wurde schließlich am 9. Oktober 2015 in englischer Sprache veröffentlicht. Eine auf Deutsch synchronisierte Fassung wurde am 13. November 2015 nachgeschoben.
Im Dezember 2015 wurde die Serie um eine zweite Staffel und im Januar 2017 um eine dritte und letzte Staffel verlängert.

## Episodenliste

### Staffel 1
| Nr. (ges.) | Nr. (St.) | Deutscher Titel    | Originaltitel   | Erstausstrahlung USA | Deutschsprachige Erstausstrahlung (D) | Regie              | Drehbuch                                                                    |
| --- | --------- | ------------------ | --------------- | -------------------- | ------------------------------------- | ------------------ | --------------------------------------------------------------------------- |
| 1 | 1         | Pilot              | Pilot           | 28. Aug. 2014        | 13. Nov. 2015                         | David Gordon Green | Gregory Jacobs & Joe Gangemi                                                |
| Student David beginnt in den Sommersemesterferien in Red Oaks als Tennislehrer zu arbeiten. Chef der Tennisschule ist der frühere Tennisprofi Nash. Neben David arbeiten seine Freundin Karen und sein Schulfreund Wheeler im Club.                                              |           |                    |                 |                      |                                       |                    |                                                                             |
| 2 | 2         | Nebenjob           | Doubles         | 9. Okt. 2015         | 13. Nov. 2015                         | David Gordon Green | Gregory Jacobs & Joe Gangemi                                                |
| David verdient sich bei einem Tennis-Doppel mit Club-Präsident Getty gegen dessen Geschäftsfreund etwas hinzu. Fotograf Barry engagiert ihn als Gehilfe. Wheeler hat ein Auge auf die attraktive Rettungsschwimmerin Misty geworfen.                                             |           |                    |                 |                      |                                       |                    |                                                                             |
| 3 | 3         | Die Hochzeit       | The Wedding     | 9. Okt. 2015         | 13. Nov. 2015                         | Andrew Fleming     | Max Werner Idee: Gregory Jacobs, Joe Gangemi & Max Werner                   |
| David erledigt seinen ersten Job für Barry und filmt bei einer Hochzeitsfeier in Red Oaks. Nash erhofft sich von Präsident Getty Tipps für den geplanten Handel mit Aktien, während Wheeler beginnt, für ein Clubmitglied Kokain zu verkaufen.                                   |           |                    |                 |                      |                                       |                    |                                                                             |
| 4 | 4         | Schocktherapie     | MDMA            | 9. Okt. 2015         | 13. Nov. 2015                         | Andrew Fleming     | Karey Dornetto Idee: Gregory Jacobs, Joe Gangemi & Karey Dornetto           |
| David plant zu Karens Geburtstag einen romantischen Abend bei sich zu Hause. Doch Davids Eltern machen beiden einen Strich durch die Rechnung, weil sie nach einer Paartherapie MDMA genommen haben, um ihr Sexualleben wieder auf Vordermann zu bringen.                        |           |                    |                 |                      |                                       |                    |                                                                             |
| 5 | 5         | Vierter Juli       | Fourth of July  | 9. Okt. 2015         | 13. Nov. 2015                         | Hal Hartley        | Gregory Jacobs, Joe Gangemi & Shawn Harwell                                 |
| Präsident Getty engagiert David als persönlichen Tennislehrer und verspricht ihm einen Bonus, wenn Getty die Clubmeisterschaft gewinnt. Es kommt zur ersten persönlichen Begegnung mit Gettys Tochter Skye, als David ihr eine Tennisstunde gibt.                                |           |                    |                 |                      |                                       |                    |                                                                             |
| 6 | 6         | Swinger            | Swingers        | 9. Okt. 2015         | 13. Nov. 2015                         | Nisha Ganatra      | Thomas G. Papa, Jr. Idee: Gregory Jacobs, Joe Gangemi & Thomas G. Papa, Jr. |
| David erhält seinen ersten eigenen Job als Kameramann, er soll die Clubmitglieder Jean und Dale bei Sexspielen filmen. Wheeler assistiert ihm dabei. |           |                    |                 |                      |                                       |                    |                                                                             |
| 7 | 7         | Hangover           | Body Swap       | 9. Okt. 2015         | 13. Nov. 2015                         | Amy Heckerling     | Joe Gangemi & Gregory Jacobs                                                |
| Nach dem Genuss eines japanischen Schnapses erwachen David und sein Vater Sam im Körper des jeweils anderen. Sam gibt in Davids Körper Tennisstunden, während David als Sam zur Paartherapie geht.                                                                               |           |                    |                 |                      |                                       |                    |                                                                             |
| 8 | 8         | New York, New York | After Hours     | 9. Okt. 2015         | 13. Nov. 2015                         | Amy Heckerling     | Joe Gangemi, Gregory Jacobs & Laura Steinel                                 |
| David und Skye gehen in New York aus und werden bestohlen, woraufhin sie Nash abholen muss. Wheeler lädt Misty in ein Nobelrestaurant ein, diese bringt ihm im Gegenzug im nächtlichen Pool des Clubs das Schwimmen bei.                                                         |           |                    |                 |                      |                                       |                    |                                                                             |
| 9 | 9         | Alles verloren     | The Bar Mitzvah | 9. Okt. 2015         | 13. Nov. 2015                         | Nisha Ganatra      | Joe Gangemi & Gregory Jacobs                                                |
| David filmt auf einer Bar Mitzwa. Karen erfährt von seinem Treffen mit Skye und David erfährt, dass Skye bereits einen Freund haben soll. Wheeler verliert eine Ladung Kokain und muss seinem Auftraggeber diese ersetzen.                                                       |           |                    |                 |                      |                                       |                    |                                                                             |
| 10 | 10        | Clubmeisterschaft  | Labor Day Luau  | 9. Okt. 2015         | 13. Nov. 2015                         | David Gordon Green | Joe Gangemi & Gregory Jacobs                                                |
| Kurz vor dem Gewinn des Spiels zur Clubmeisterschaft wird Präsident Getty wegen Insiderhandels verhaftet. Karen trennt sich von David, der daraufhin eine Beziehung mit Skye eingeht. Davids Eltern beschließen, sich scheiden zu lassen, und Skye geht für ein Jahr nach Paris. |           |                    |                 |                      |                                       |                    |                                                                             |

### Staffel 2
| Nr. (ges.) | Nr. (St.) | Deutscher Titel         | Originaltitel    | Erstausstrahlung USA | Deutschsprachige Erstausstrahlung (D) | Regie              | Drehbuch                                                        |
| --- | --------- | ----------------------- | ---------------- | -------------------- | ------------------------------------- | ------------------ | --------------------------------------------------------------- |
| 11 | 1         | Paris                   | Paris            | 11. Nov. 2016        | 9. Dez. 2016                          | Hal Hartley        | Joe Gangemi & Gregory Jacobs                                    |
| David besucht Skye in Paris, als überraschend ihre Eltern auftauchen und sich ebenfalls in Skyes Wohnung einquartieren. Club-Präsident Getty ist mit der Beziehung seiner Tochter zu David nicht einverstanden und lässt ihn dies spüren. |           |                         |                  |                      |                                       |                    |                                                                 |
| 12 | 2         | Ein neuer Anfang        | Memorial Day     | 11. Nov. 2016        | 9. Dez. 2016                          | Hal Hartley        | Joe Gangemi & Gregory Jacobs                                    |
| David beginnt die Sommersaison 1986 in Red Oaks. Wheeler ist zum Barmann befördert worden und umwirbt nach wie vor Rettungsschwimmerin Misty. Präsident Getty soll wegen der gegen ihn laufenden FBI-Ermittlungen zurücktreten. |           |                         |                  |                      |                                       |                    |                                                                 |
| 13 | 3         | Vatertag                | Father’s Day     | 11. Nov. 2016        | 9. Dez. 2016                          | Hal Hartley        | Joe Gangemi, Gregory Jacobs & Karey Dornetto                    |
| David und sein Vater Sam planen, den Vatertag gemeinsam zu feiern. Zuvor muss er jedoch auf Drängen von Skye an einem Brunch mit ihren Eltern teilnehmen. Wheeler bekommt Geld dafür, dass er für den Sohn eines Clubmitgliedes den SAT-Test schreibt. |           |                         |                  |                      |                                       |                    |                                                                 |
| 14 | 4         | Die Beschneidung        | The Bris         | 11. Nov. 2016        | 9. Dez. 2016                          | Amy Heckerling     | Joe Gangemi, Gregory Jacobs & Max Werner                        |
| David filmt auf einer Beschneidungsfeier und Präsident Getty lädt ihn zum Lunch ein. Davids Mutter Judy trifft sich mit Freundinnen, während bei Vater Sam ein Blind Date in die Hose geht. Wheeler gibt nun Nachhilfestunden. |           |                         |                  |                      |                                       |                    |                                                                 |
| 15 | 5         | Das große Feuerwerk     | Independence Day | 11. Nov. 2016        | 9. Dez. 2016                          | Amy Heckerling     | Shawn Harwell Idee: Joe Gangemi, Gregory Jacobs & Shawn Harwell |
| Präsident Getty entscheidet sich zum Ärger seiner Frau gegen den angebotenen Verfahrensdeal. Nash und die verwitwete Miss Horowitz kommen sich endlich näher. David und Skye verbringen den Unabhängigkeitstag in New York. |           |                         |                  |                      |                                       |                    |                                                                 |
| 16 | 6         | Alte Liebe rostet nicht | Old Flames       | 11. Nov. 2016        | 9. Dez. 2016                          | Hal Hartley        | Tom Papa Idee: Joe Gangemi, Gregory Jacobs & Tom Papa           |
| David ist Zuschauer am ersten Tag des Prozesses gegen Präsident Getty. Während Skye eine Künstlerparty besucht, bekommt David überraschend Besuch von Karen. Wheeler wird vom eifersüchtigen Ex-Freund einer Nachhilfeschülerin verprügelt und lässt sich von Misty verarzten.                                                                            |           |                         |                  |                      |                                       |                    |                                                                 |
| 17 | 7         | Hochzeitstag            | The Anniversary  | 11. Nov. 2016        | 9. Dez. 2016                          | Hal Hartley        | Joe Gangemi, Gregory Jacobs & Max Werner                        |
| Die Gettys feiern im Club ihre Silberhochzeit. Skye erfährt von den Treffen Davids mit ihrem Vater und es kommt zum Streit. Wheeler und Misty haben ihr erstes Date als Paar, wobei sich die Suche nach einem Ort für den ersten Sex als schwierig erweist.                                                                                               |           |                         |                  |                      |                                       |                    |                                                                 |
| 18 | 8         | Atlantic City           | Lost and Found   | 11. Nov. 2016        | 9. Dez. 2016                          | Gregg Araki        | Joe Gangemi, Gregory Jacobs & Shawn Harwell                     |
| Barry zwingt David, ihn und seinen Trauzeugen Spike zum Junggesellenabschied nach Atlantic City zu begleiten. David gelingt es, Wheeler und Nash zum Mitkommen zu überreden. Barry erleidet einen Unfall und der Abend verläuft anders als geplant. Judy hilft Sam bei der Suche nach seiner Katze.                                                       |           |                         |                  |                      |                                       |                    |                                                                 |
| 19 | 9         | Bund fürs Leben         | The Wedding      | 11. Nov. 2016        | 9. Dez. 2016                          | Gregg Araki        | Gregory Jacobs & Joe Gangemi                                    |
| Barry und Karen heiraten. Auf der Hochzeitsfeier gesteht Wheeler seiner Freundin Misty, dass er im Herbst auf die Cornell University gehen und seinen Abschluss nachholen möchte. David will sich mit Skye aussprechen, findet jedoch nicht die richtigen Worte und schenkt ihr lediglich ein Video der gemeinsamen Zeit in Paris.                        |           |                         |                  |                      |                                       |                    |                                                                 |
| 20 | 10        | Das Urteil              | The Verdict      | 11. Nov. 2016        | 9. Dez. 2016                          | David Gordon Green | Joe Gangemi & Gregory Jacobs                                    |
| Der gerade wiedergewählte Club-Präsident Getty wird des Insiderhandels für schuldig befunden. Wheeler und David organisieren für den 40. Geburtstag von Nash eine Party auf einer Yacht. David hat die Jobangebote von Getty und vom lokalen Fernsehsender ausgeschlagen und zieht nach New York. Es bleibt jedoch offen, was er dort ab Herbst tun wird. |           |                         |                  |                      |                                       |                    |                                                                 |

### Staffel 3
| Nr. (ges.) | Nr. (St.) | Deutscher Titel          | Originaltitel                 | Erstausstrahlung USA | Deutschsprachige Erstausstrahlung (D) | Regie              | Drehbuch                     |
| --- | --------- | ------------------------ | ----------------------------- | -------------------- | ------------------------------------- | ------------------ | ---------------------------- |
| 21 | 1         | Sommer in New York       | Summer in the City            | 20. Okt. 2017        | 22. Dez. 2017                         | David Gordon Green | Joe Gangemi & Gregory Jacobs |
| David arbeitet als Produktionsassistent bei einer Videoproduktionsfirma in New York und ist seit der Trennung von Skye Single. Präsident Getty sitzt seine Haftstrafe ab und hat sich im Gefängnis komfortabel eingerichtet. Davids Vater arbeitet beim Finanzamt, während seine Mutter erfolgreiche Immobilienmaklerin ist. Zu Beginn des Sommers zieht Wheeler bei David ein. In Red Oaks macht das Gerücht die Runde, dass japanische Investoren den Club kaufen wollen. |           |                          |                               |                      |                                       |                    |                              |
| 22 | 2         | Samwich                  | Samwich                       | 20. Okt. 2017        | 22. Dez. 2017                         | Amy Heckerling     | Joe Gangemi & Gregory Jacobs |
| Misty absolviert ihre praktische Ausbildung zur Dentalhygienikerin bei einem gut aussehenden Zahnarzt, was Wheeler missfällt. Tennislehrer Nash besucht Präsident Getty im Gefängnis, um ihn über das nahende Ende von Red Oaks zu unterrichten. Sam und sein Freund Terry beschließen, sich mit einem Sandwichladen ein zweites Standbein aufzubauen. Terr weiß jedoch nichts von der Beziehung seiner Schwester Shirley mit Sam. Währenddessen bemüht sich David um die Regie zu einem Hundefutterwerbespot. |           |                          |                               |                      |                                       |                    |                              |
| 23 | 3         | Japanisch für Anfänger   | A Little Business Proposition | 20. Okt. 2017        | 22. Dez. 2017                         | Amy Heckerling     | Joe Gangemi & Shawn Harwell  |
| Präsident Getty beauftragt David damit, ein Werbevideo zum Erhalt von Red Oaks zu drehen, der dabei Hilfe von einer Kollegin erhält. In Red Oaks scheinen sich alle mit dem Verkauf abgefunden zu haben und Nash lernt japanisch. Judy vermittelt Sam ein Ladenlokal, wo er seinen Imbiss eröffnen will. Wheelers Literaturprofessorin eröffnet ihm, dass ihr Ehemann unfruchtbar ist und dass beide ihn als Samenspender ausgesucht haben. |           |                          |                               |                      |                                       |                    |                              |
| 24 | 4         | Fruchtbare Partnerschaft | Memories                      | 20. Okt. 2017        | 22. Dez. 2017                         | Hal Hartley        | Joe Gangemi & Gregory Jacobs |
| Sam verbringt mit Shirley einen Abend in New York. Nachdem Shirley bestohlen wurde, müssen sie Terry um Hilfe bitten, der von dieser Liaison alles andere als begeistert ist. Wheeler erklärt sich zur Samenspende bereit, weil er von dem Geld für Misty einen Verlobungsring kaufen will. David erlebt in der Firma einen schlechten Tag, der in einen Streit mit Wheeler gipfelt. Voller Frust besucht er Skye, die in einer Bar arbeitet. Diese weist ihn jedoch zurück. |           |                          |                               |                      |                                       |                    |                              |
| 25 | 5         | Auf Bewährung            | Paroled                       | 20. Okt. 2017        | 22. Dez. 2017                         | Hal Hartley        | Joe Gangemi & Gregory Jacobs |
| Präsident Getty kommt auf Bewährung aus dem Gefängnis und versucht, Red Oaks zu retten. In der Zwischenzeit hat sich herausgestellt, dass die Japaner den Club schließen wollen, woraufhin sich Nash mit wenig Erfolg auf Stellensuche begibt. Misty reist mit ihrem Chef zu einem Kongress, wo sie sich seiner Annäherungsversuche erwehren muss. Wheeler bricht das Projekt mit seiner Professorin ab, als diese ihn zum Sex überreden will. Mit einer Nachricht auf dem Anrufbeantworter versucht sie, Wheeler umzustimmen. Dies hört Misty mit und verlässt Wheeler. David nimmt sein Schicksal selbst in die Hand und übergibt seine Demovideos und das Storyboard für den Werbespot an seinem Chef vorbei direkt an den Projektverantwortlichen. |           |                          |                               |                      |                                       |                    |                              |
| 26 | 6         | Action!                  | Action!                       | 20. Okt. 2017        | 22. Dez. 2017                         | David Gordon Green | Joe Gangemi & Gregory Jacobs |
| Sam konnte mit Hilfe von Judy die finanziellen Probleme des Sandwichladens lösen und versöhnt sich wieder mit seinem Freund Terry. Wheeler und Misty sprechen sich aus und kommen wieder zusammen. David erhält den Job als Regisseur für den Werbespot und erfährt, dass sich seine Kollegin von ihrem Freund getrennt hat. Präsident Getty erzählt seiner Frau von diversen Schwarzgeldkonten und geht mit ihr auf Weltreise. Auch Nash findet mit Hilfe seiner alten Flamme Miss Horowitz einen neuen Job. |           |                          |                               |                      |                                       |                    |                              |

## Rezeption
Der Pilot und die Serie haben überwiegend gute, jedoch selten enthusiastische Kritiken bekommen. Variety nannte die Serie „gut verdaulich“. Insbesondere wurde Ennis Esmer für seinen Part als skurriler aber liebevoller Tennislehrer mit Drang nach oben gelobt. Die Darstellung der 1980er Jahre wurde als „authentisch“ beschrieben. Allerdings beklagte sich Mark Peikert von The Wrap über die mangelnden Abschlüsse der Handlungsbögen und stereotype Charaktere. Die dritte und letzte Staffel wurde von IndieWire als „gemächlicher Ausklang“ der eigentlich zu Ende erzählten Story bezeichnet, das Finale sei zwar kein Paukenschlag aber in sich schlüssig. The Daily Dot resümiert anlässlich der dritten Staffel, dass die Fokussierung auf männliche Weiße die Serie durchaus Zuschauer gekostet habe, obwohl die Beziehungen zwischen Figuren unterschiedlicher Hautfarbe sorgfältig ausgearbeitet und unter Vermeidung von Stereotypen dargestellt seien. Die Rezensentin qualifiziert die Serie als „nostalgische und unterbewertete Comedy“, die mit ihrer Darstellung der 1980er Jahre Sehnsüchte nach einer Zeit wecke, in der vieles einfacher schien.